# Djurgårdsbrunnskanalen

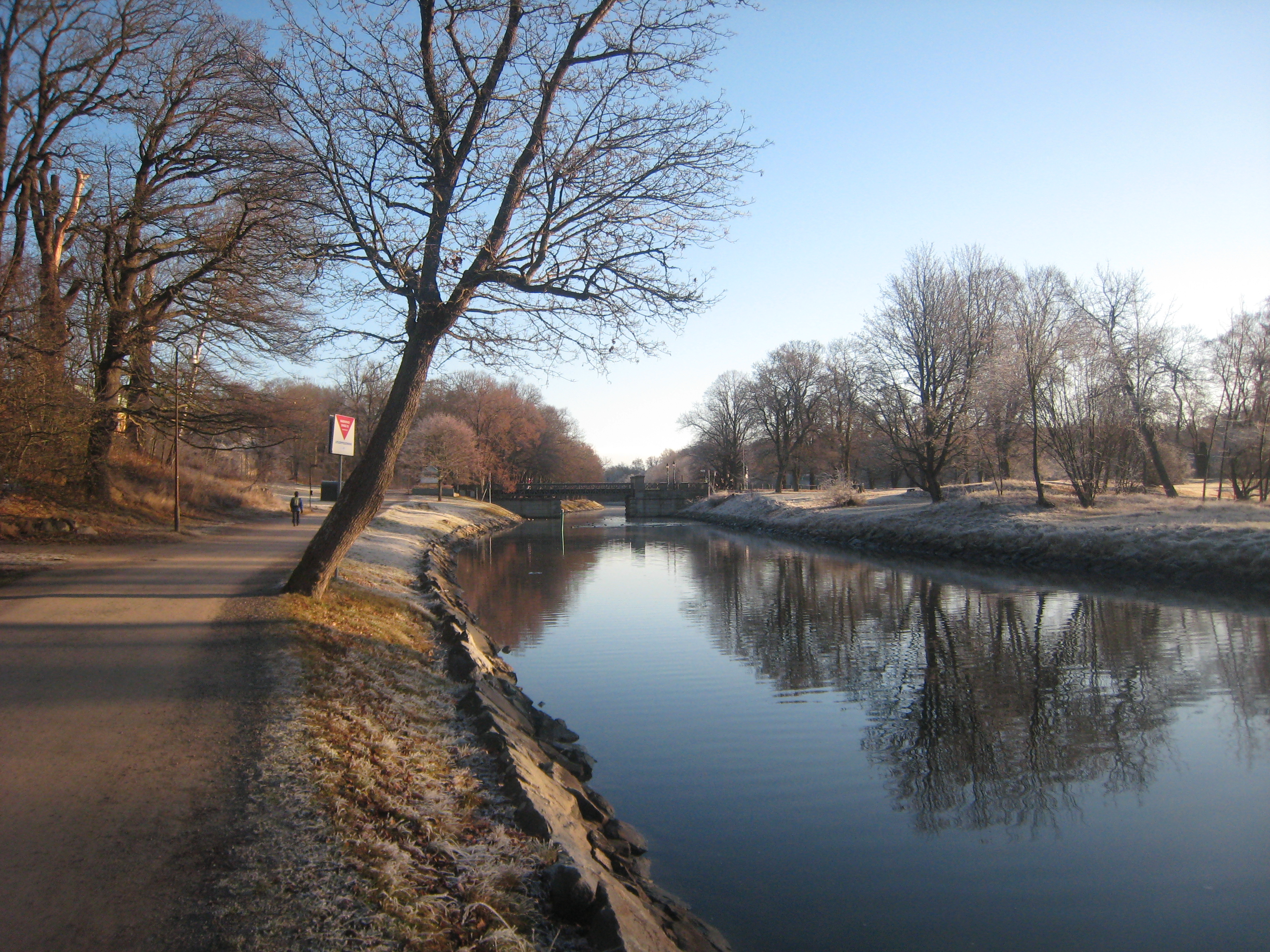
Djurgårdsbrunnskanalen, december 2009

Djurgårdsbrunnskanalen är en kanal på Södra Djurgården i Stockholm, som sträcker sig från Lilla Värtans Isbladsviken i öst till Djurgårdsbrunnsviken i väst. Över kanalen sträcker sig två broar: Djurgårdsbrunnsbron i väster och Lilla Sjötullsbron i öster. Sedan 1994 är Djurgårdsbrunnskanalen en del av Kungliga nationalstadsparken.

## Historik

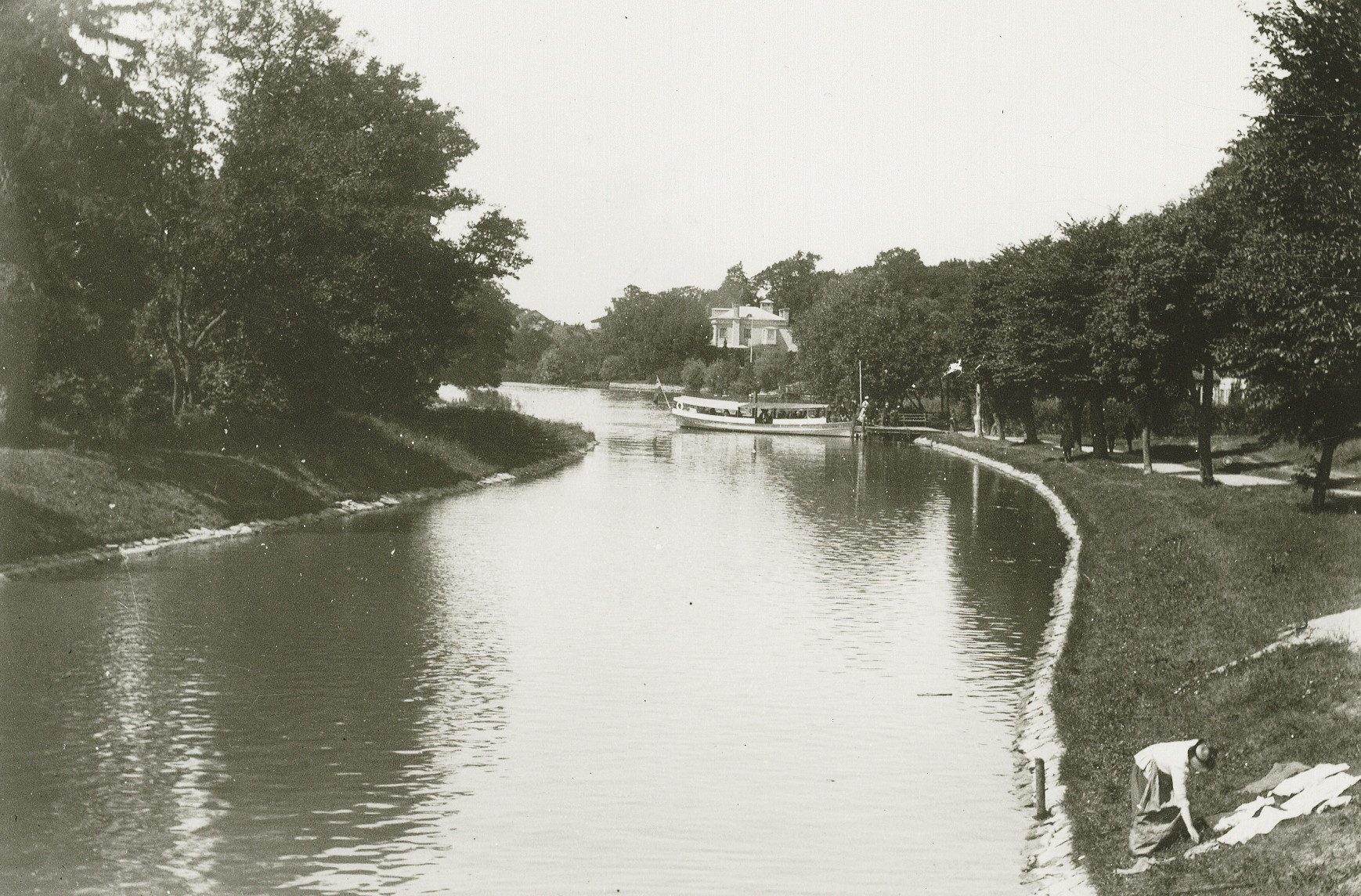
Kanalen på 1890-talet

Här fanns redan mycket tidigt en naturlig farled, men i mitten av 1700-talet upphörde Södra Djurgården att vara en ö. Genom landhöjningen och igenväxning blev farleden till en smal, obrukbar rännil.
Den nuvarande kanalen invigdes 1834 och hade kommit till på kung Karl XIV Johans initiativ, främst för att underlätta införseln av grönsaker till Stockholm, men också för att försköna Djurgården genom torrläggningen av de så kallade Isbladsträsken (Isbladskärret). Då tillkom även tullstugan Lilla Sjötullen. Kanalen var ett dyrt och besvärligt bygge, som det tog nästan tio år att få färdigt. Kostnaden uppgick till 50 978 riksdaler, varav den så kallade Djurgårdskassan bidrog med 7 500 riksdaler. I den kostnaden ingick svängbron Djurgårdsbrunnsbron vid Djurgårdsbrunns värdshus. För att finansiera bygget beslutades om en avgift i kanalen: en skilling för roddbåt, fyra skilling för en stor båt och åtta skilling för en pråm. Avgiften togs bort 1881.
Kanalen blev 2 000 alnar lång, 4 fot djup, 20 fot bred vid botten och 50 fot bred vid vattenytan. Det betyder med dagens mått: längd cirka en kilometer, djup cirka 2,1 meter, båtbredd cirka 9,5 meter och masthöjd cirka 3,1 meter.

## Kanalen idag
Idag är Djurgårdsbrunnskanalen ett populärt ställe att vistas vid med sina promenadstråk på båda sidor bestående av alléer kantade med ek och lönn. Sommartid är kanalen full av fritidsbåtar, kanotister och sportroddbåtar. Stockholms Roddförening har sitt klubb- och båthus intill kanalen på Djurgårdsbrunnsvikens sida. Huset blev klart 1913 och är ritat av arkitekten Sigurd Lewerentz. Vid Djurgårdsbrunnskanalens östra utlopp ligger Föreningen för Kanot-Idrott (FKI) på Måsholmen.

## Bilder

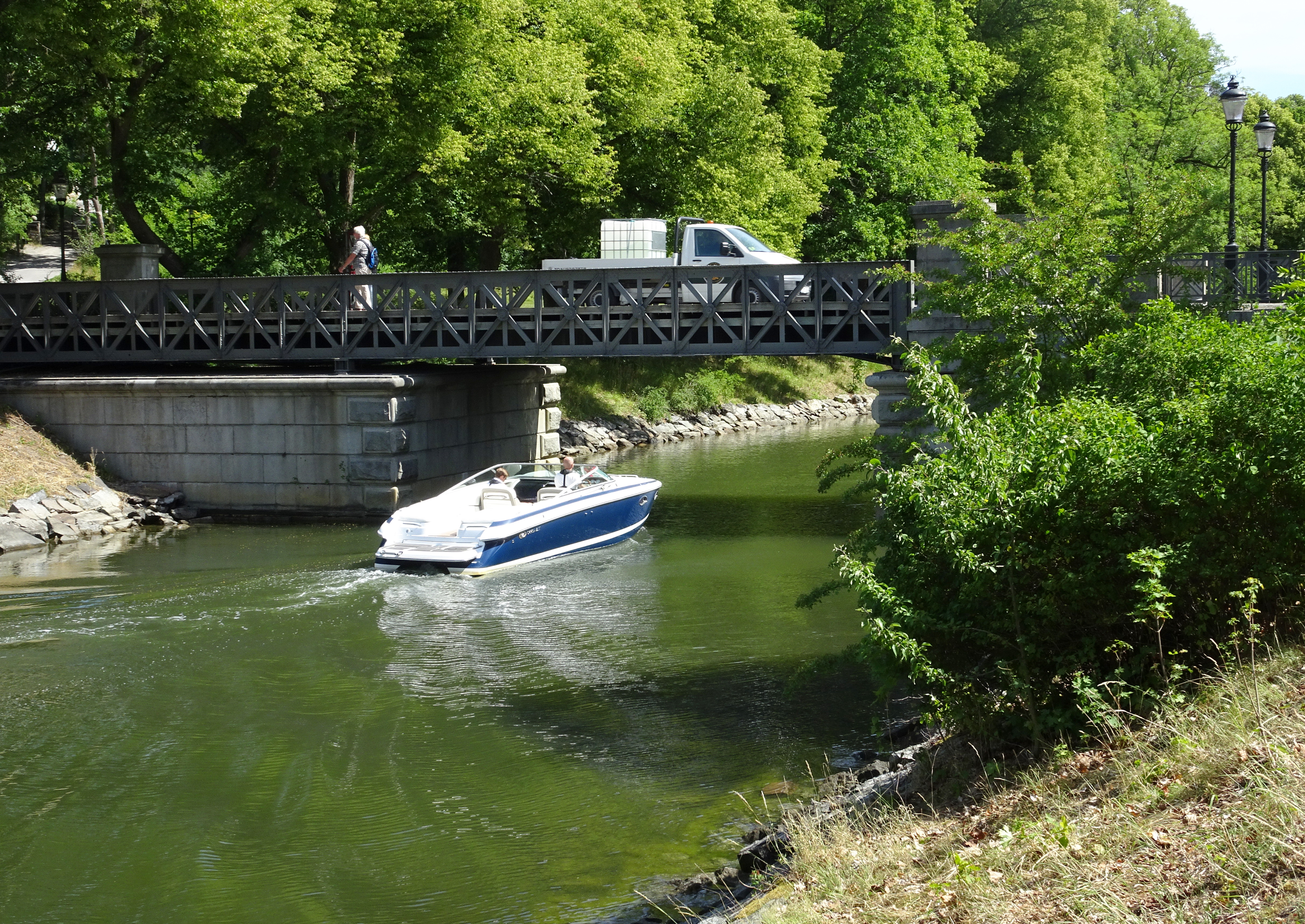
Kanalen med Djurgårdsbrunnsbron
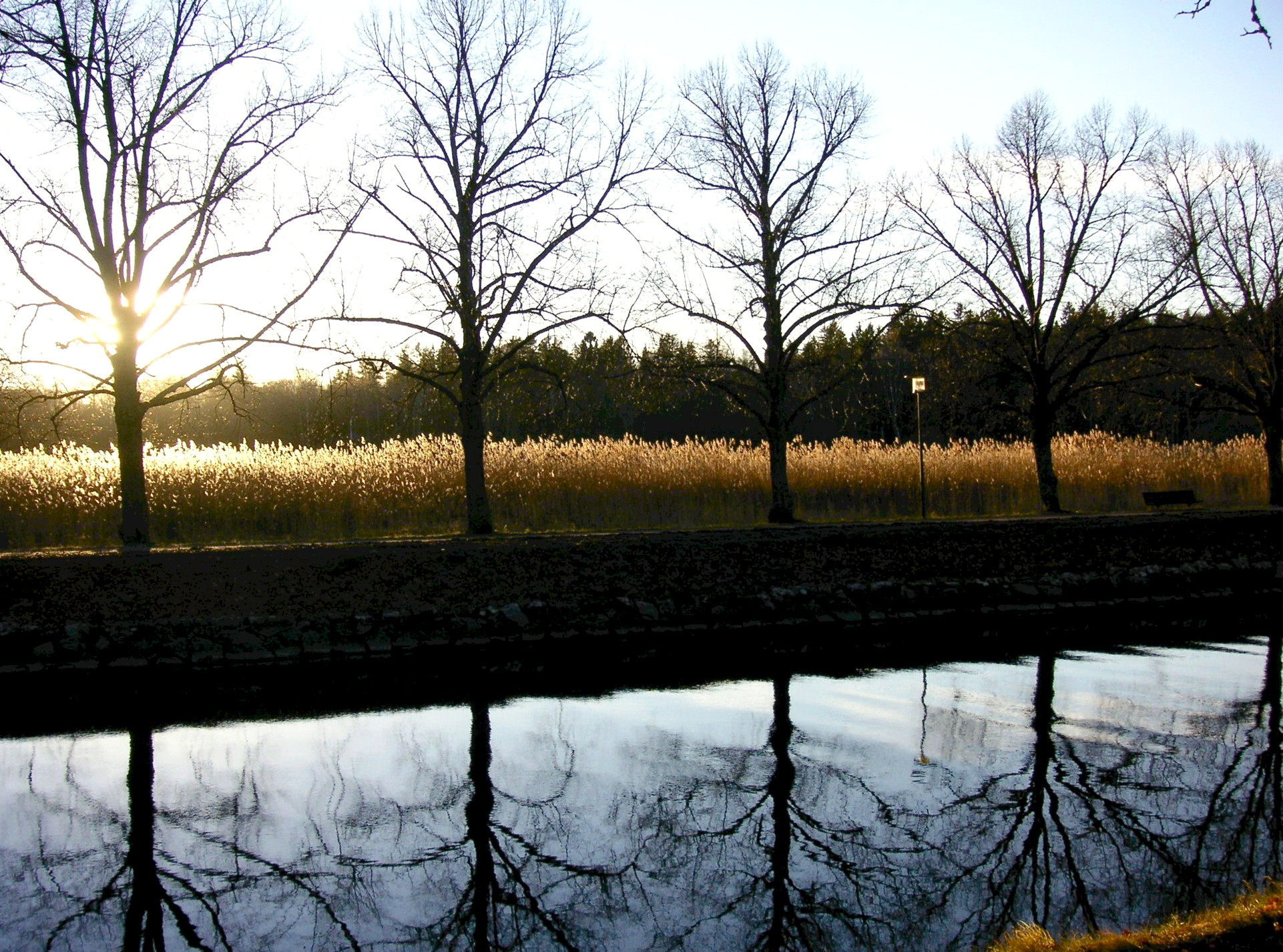
Höst 2005
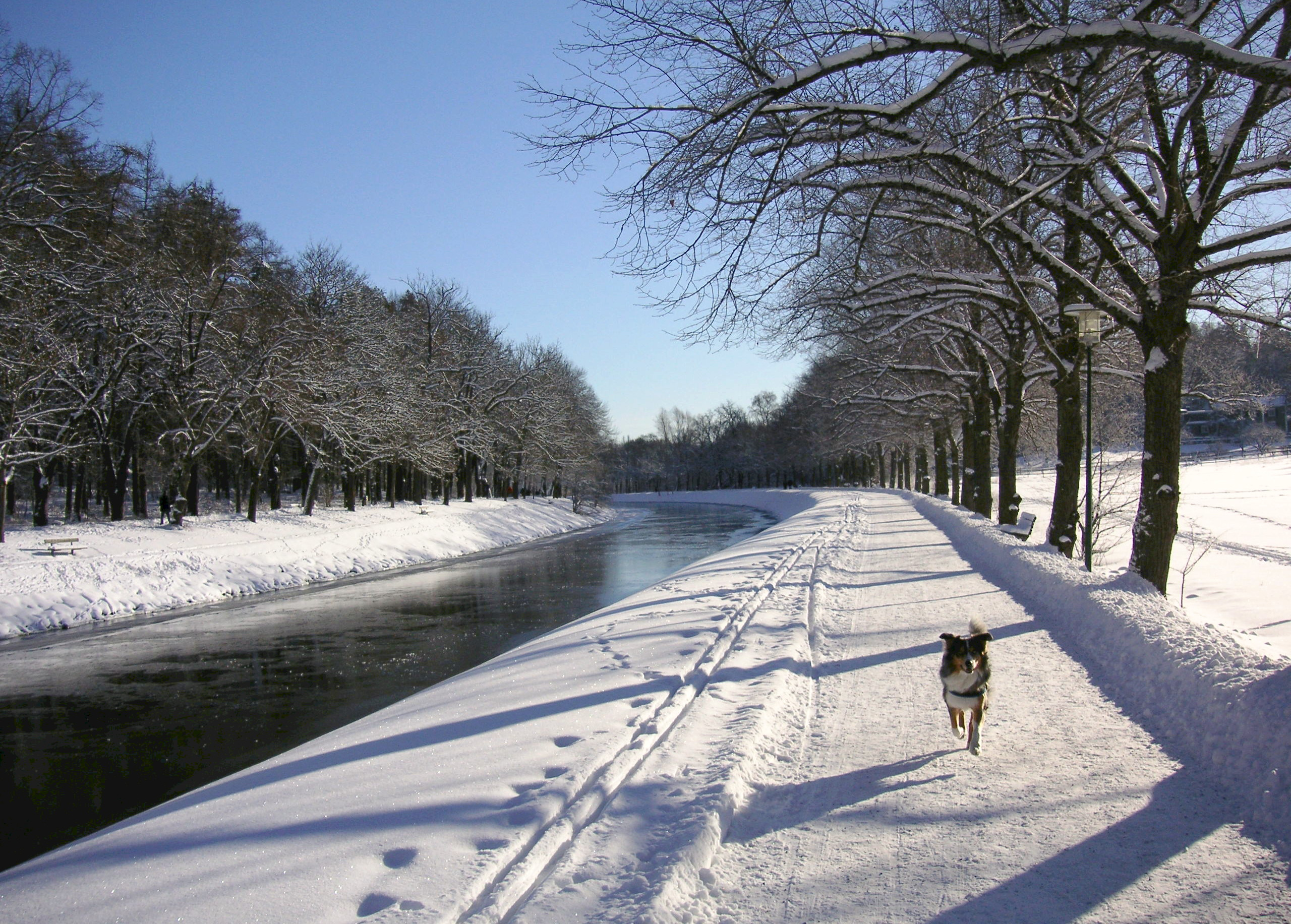
Vinter 2006
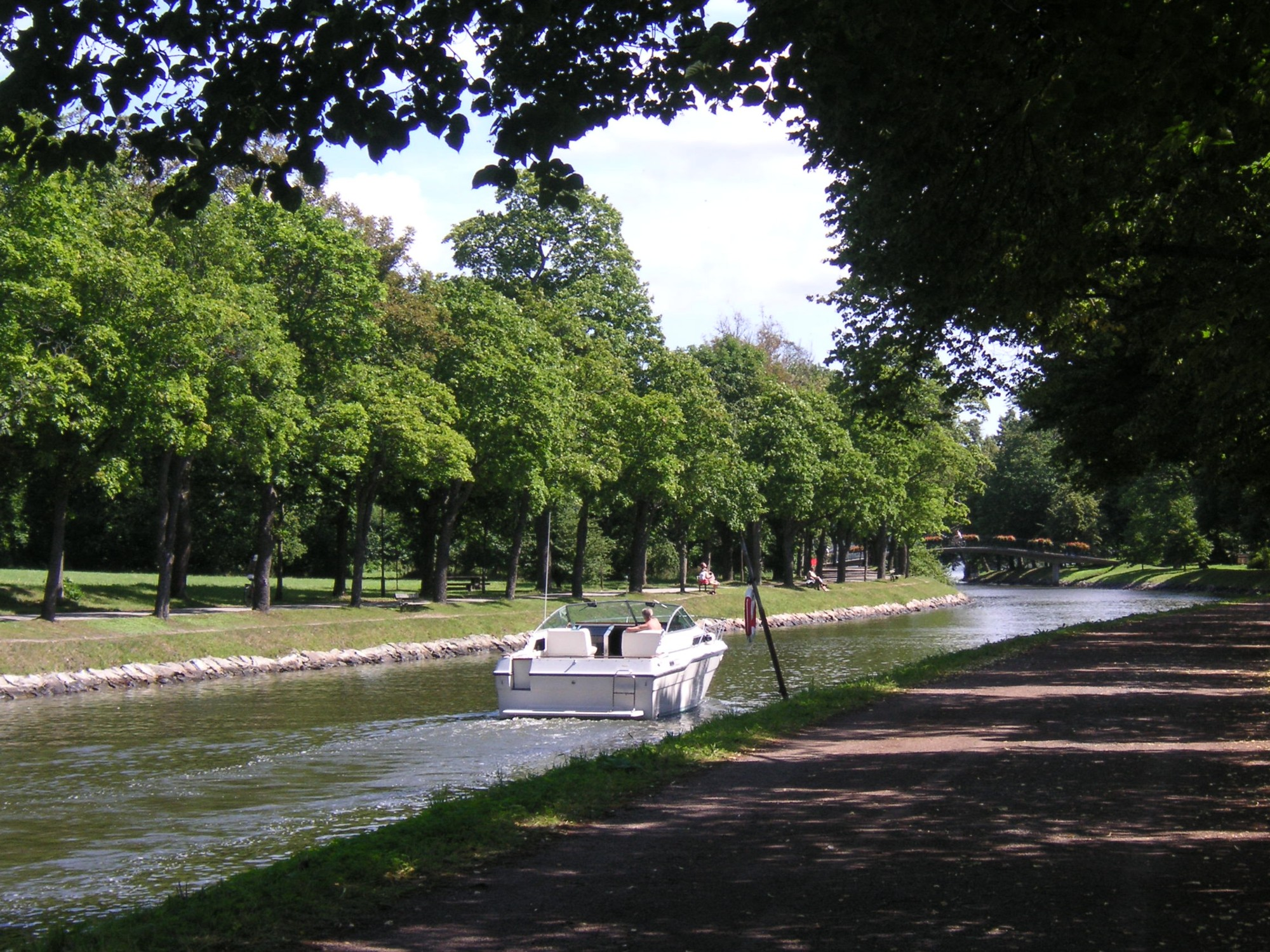
Sommar 2007
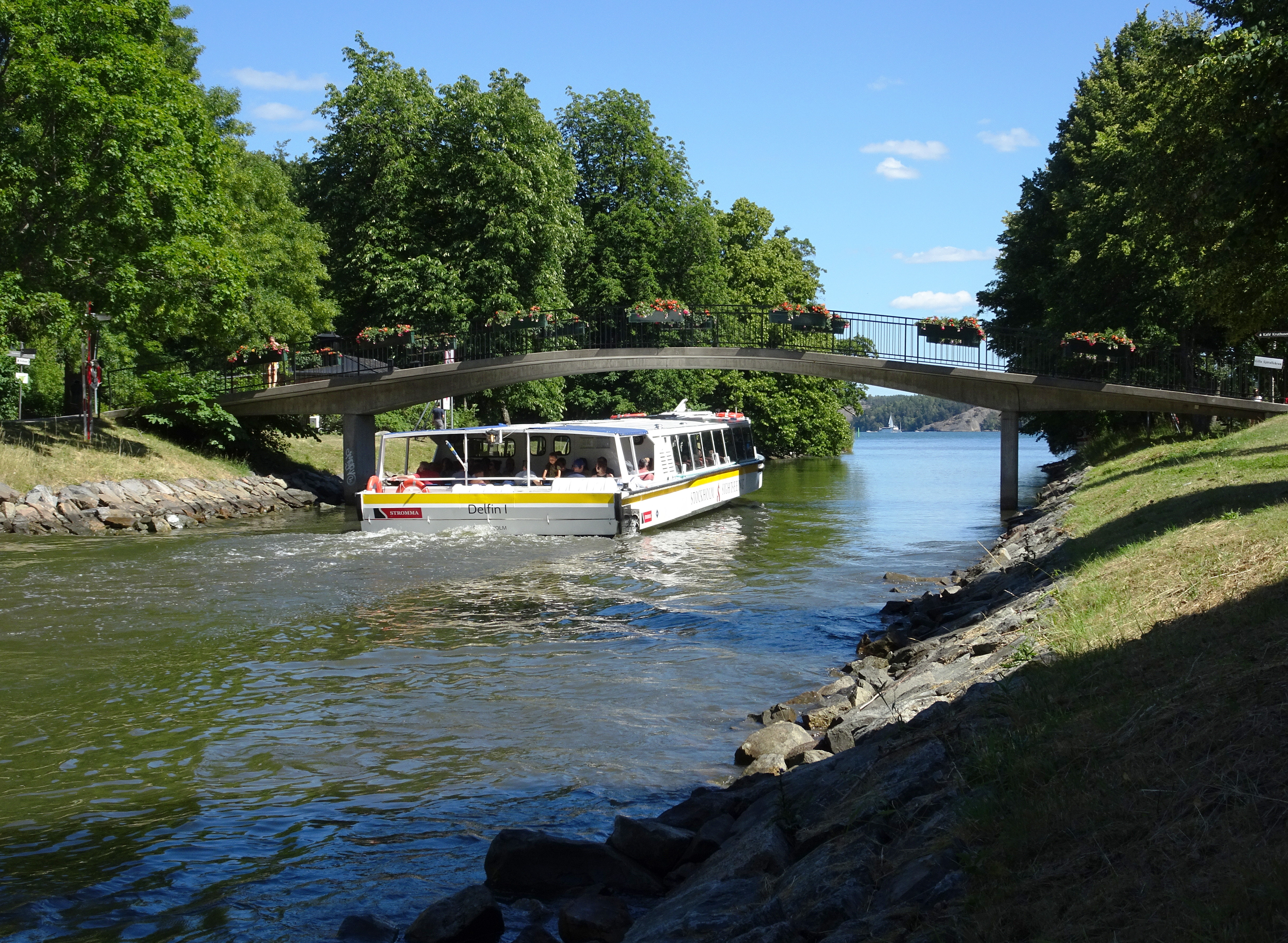
Kanalen med Lilla Sjötullsbron